# Чечель Віктор Антонович
Віктор Антонович Чечель (21 листопада 1929 — 18 червня 1991) — український радянський партійний діяч, директор машинобудівних заводів, 1-й секретар Дрогобицького міськкому КПУ, секретар Закарпатського обкому КПУ.

## Біографія
Освіта вища. Член КПРС.
З 1960 року працював секретарем партійного бюро Львівського заводу «Фізприлад».
До 1964 року — директор Львівського машинобудівного заводу.
У липні 1964 — травні 1968 року — директор Дрогобицького машинобудівного (з 1966 року — долотного) заводу.
7 травня 1968 — 9 грудня 1969 року — 1-й секретар Дрогобицького міського комітету КПУ Львівської області.
31 жовтня 1969 — грудень 1975 року — секретар Закарпатського обласного комітету КПУ з промисловості.
З 1975? по 1985 рік — начальник управління професійно-технічної освіти виконавчого комітету Закарпатської обласної ради народних депутатів.

## Нагороди
- орден Трудового Червоного Прапора (25.06.1966)
- ордени
- медалі